# Каров
Ка́ров (нем. Karow) — район Берлина, вошедший после реформы 2001 года в состав северо-восточного административного округа Панков, граничит в нём с другими районами: Бух, Францёзиш-Буххольц, Бланкенбург и пригородный посёлок Мальхов, а также соседствует с землей Бранденбург.
По-немецки название Каров произносится без последней буквы, то есть [ˈkaːroː], что на слух совпадает с названием картёжной масти (нем. Karo) — ромб и соответствует в русском языке бубновой масти. По случайному совпадению форма района на карте округа действительно близка к бубновому ромбу.

## Достопримечательности

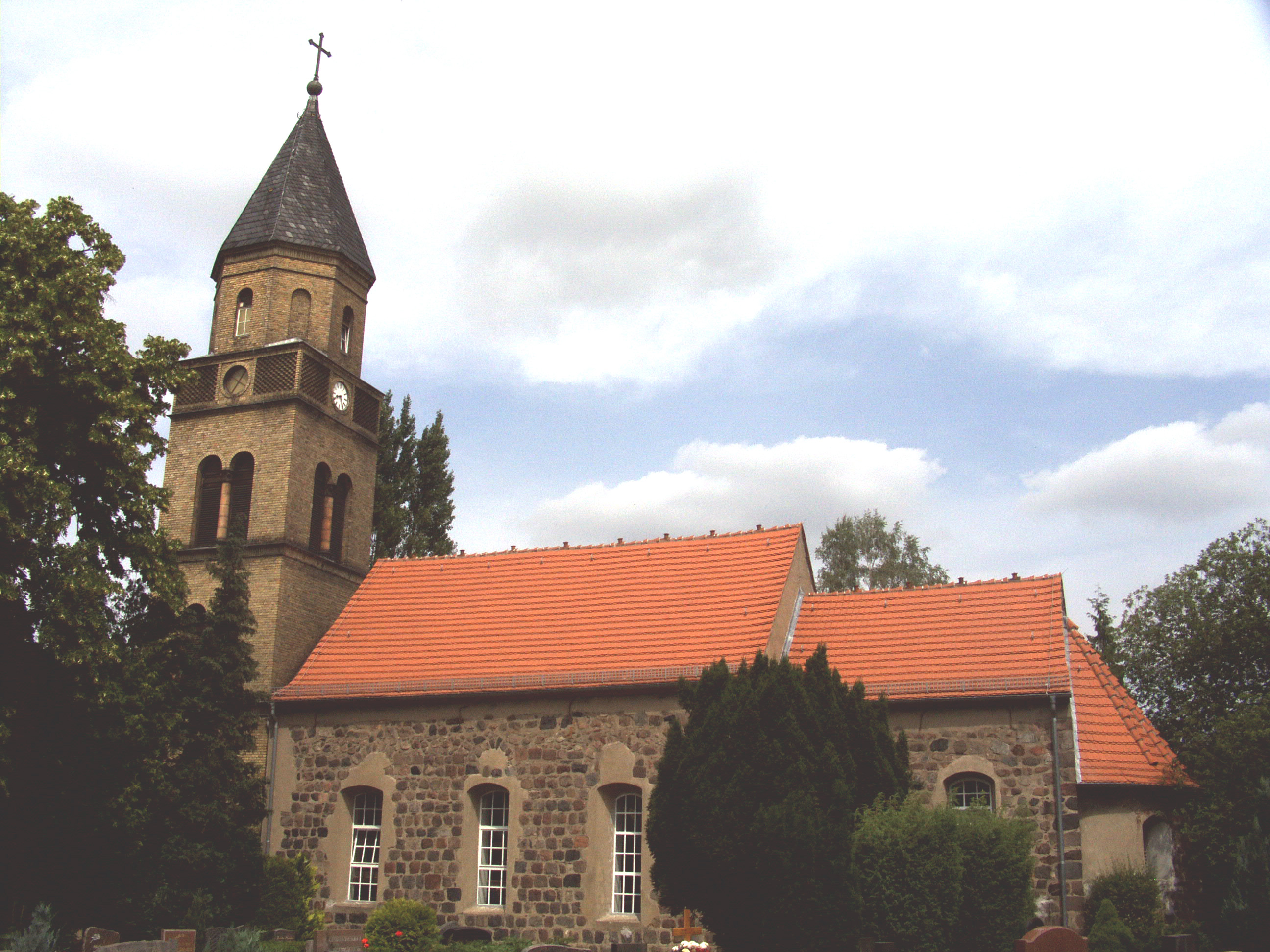
Сельская церковь Каров (Dorfkirche Karow). Фото 2006 г.

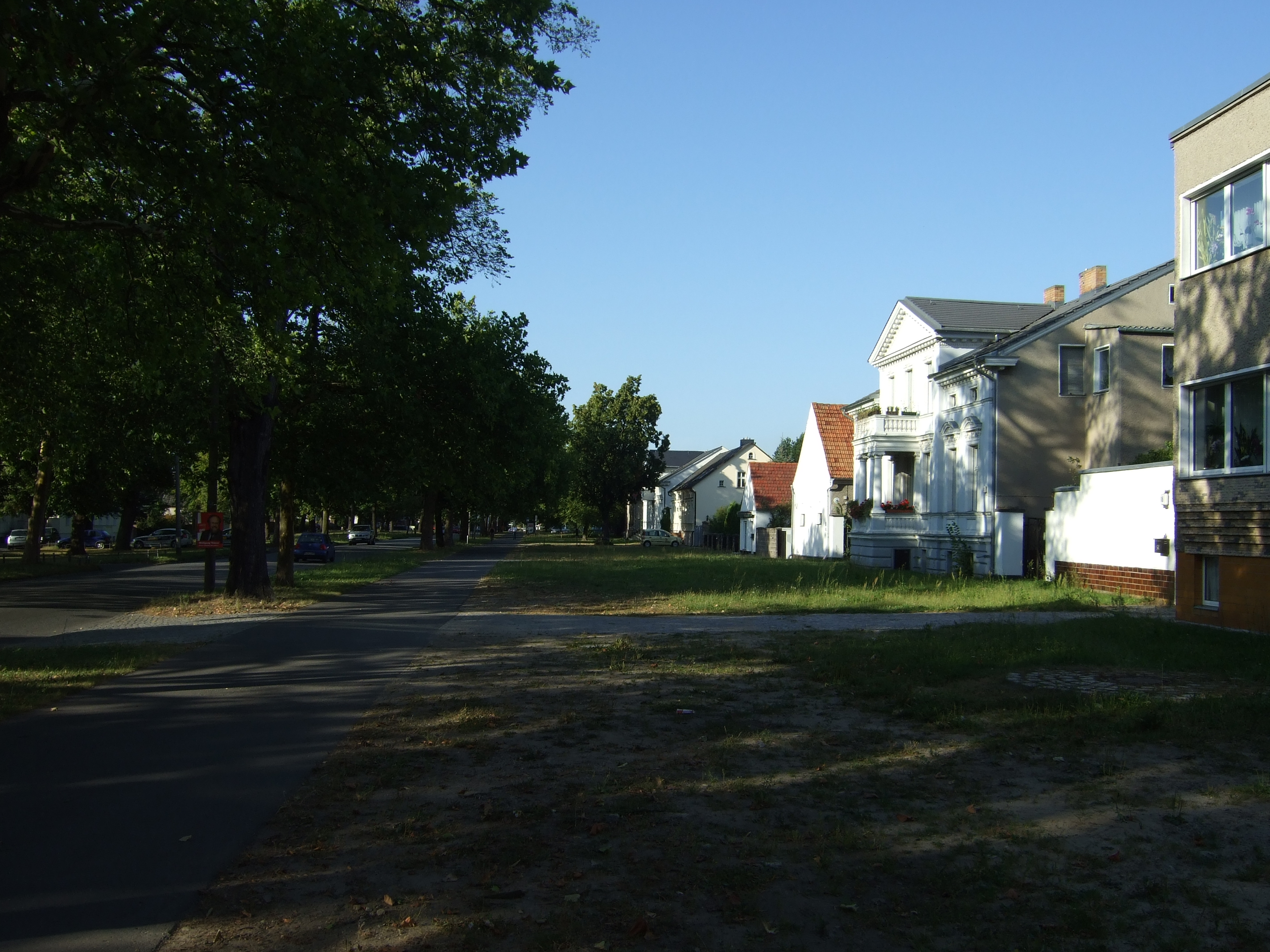
Улица Альт-Каров (Alt-Karow). Фото 2009 г.

Первоначальное название деревни было Ка́ре (нем. Kare), оно впервые упомянуто в документах 1375 года и связано с именем местного феодала Глинике фон Каре (нем. Glienicke von Kare), хозяина этой средневековой альменды вплоть до 1513 года.
В 1882 году через Каров была проложена железная дорога, здесь появилась своя ж/д станция.
К главным достопримечательностям современного района Каров относится его историческое ядро с сельской церковью XIII столетия, улицей Альт-Каров и прилегающими крестьянскими домами XIX века. Ещё в 1908 году в Карове не было ни водоснабжения, ни электричества, ни канализации.
До образования в 1920 году Большого Берлина самостоятельная сельская община Каров насчитывала 949 жителей. В 1920-e — 1930-e годы главным образом поблизости от железнодорожной станции активизировалось строительство небольших домов, бывших на полном самообеспечении .

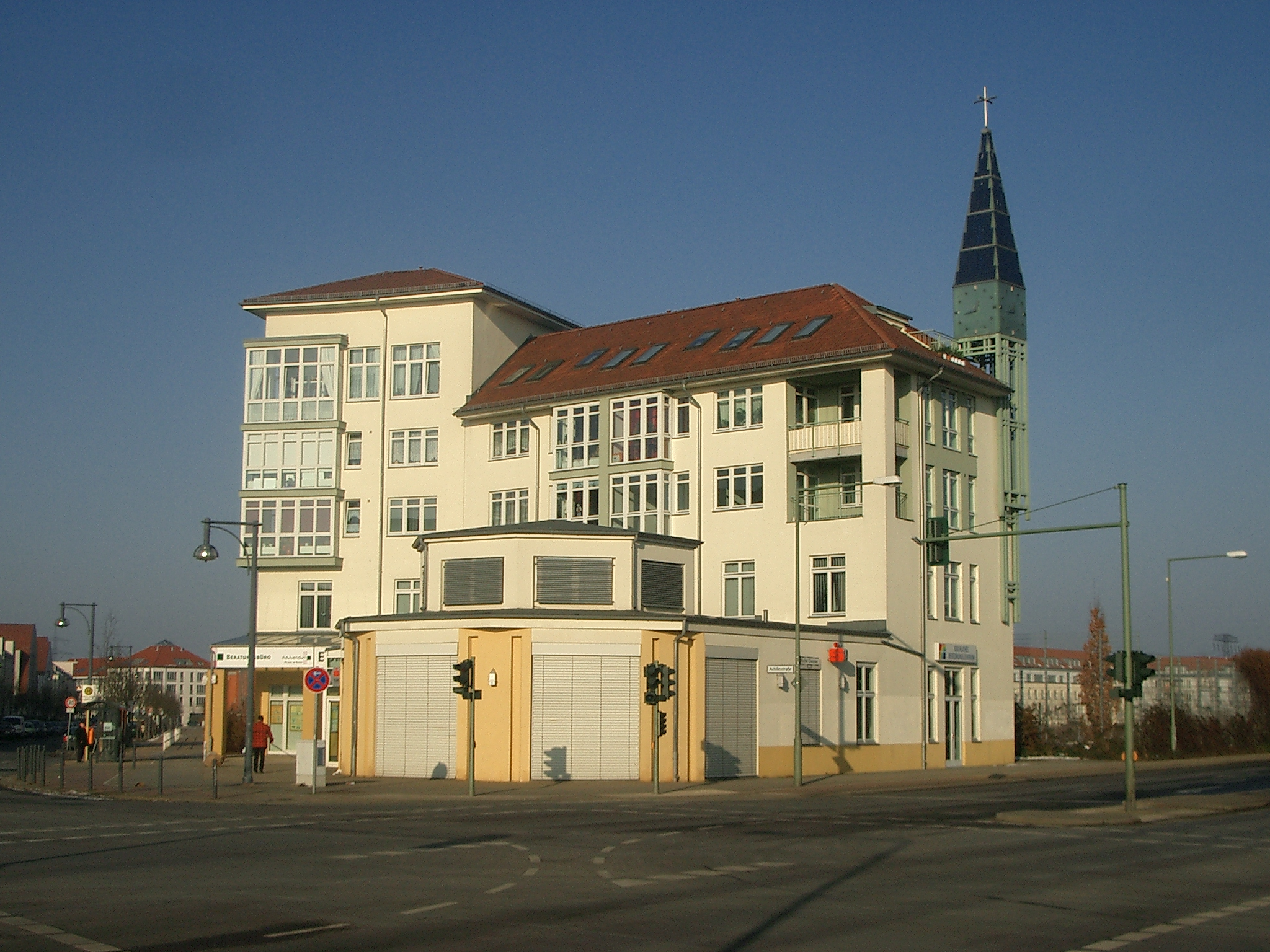
Ной-Каров (Neu-Karow). Фото 2009 г.

Несмотря на оживленное развитие до и после Второй мировой войны, сельский характер жизни в этом берлинском районе сохранился и по сей день.
Число жителей неуклонно возрастает благодаря активному строительству и благоустройству района Каров. Для финансовой поддержки гражданских инициатив создан благотоворительный фонд (нем. Bürgerstiftung Karow).

## Транспорт
В районе Каров проходят:

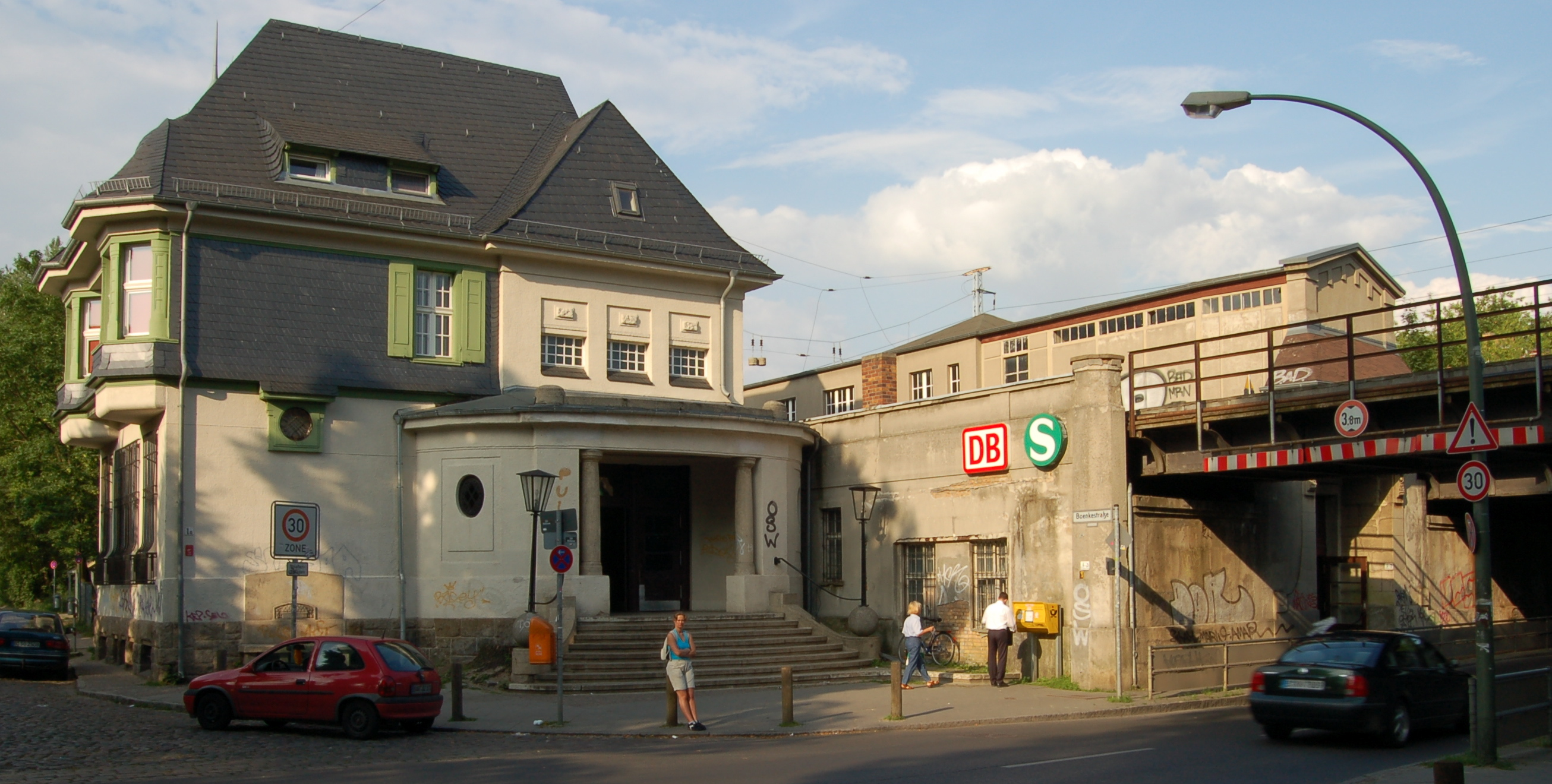
Вход на станцию Берлин-Каров (S-Bahn Berlin-Karow) берлинской городской электрички. Фото 2006 г.

автобусные маршруты — 150, 158, 350,
а также линия S2 берлинской городской электрички.